# Spiritualité conjugale
 (janvier 2020).
La mise en forme du texte ne suit pas les recommandations de Wikipédia : il faut le « wikifier ».
Les points d'amélioration suivants sont les cas les plus fréquents. Le détail des points à revoir est peut-être précisé sur la page de discussion.
- Les titres sont pré-formatés par le logiciel. Ils ne sont ni en capitales, ni en gras.
- Le texte ne doit pas être écrit en capitales (les noms de famille non plus), ni en gras, ni en italique, ni en « petit »…
- Le gras n'est utilisé que pour surligner le titre de l'article dans l'introduction, une seule fois.
- L'italique est rarement utilisé : mots en langue étrangère, titres d'œuvres, noms de bateaux, etc.
- Les citations ne sont pas en italique mais en corps de texte normal. Elles sont entourées par des guillemets français : « et ».
- Les listes à puces sont à éviter, des paragraphes rédigés étant largement préférés. Les tableaux sont à réserver à la présentation de données structurées (résultats, etc.).
- Les appels de note de bas de page (petits chiffres en exposant, introduits par l'outil «  Source ») sont à placer entre la fin de phrase et le point final[comme ça].
- Les liens internes (vers d'autres articles de Wikipédia) sont à choisir avec parcimonie. Créez des liens vers des articles approfondissant le sujet. Les termes génériques sans rapport avec le sujet sont à éviter, ainsi que les répétitions de liens vers un même terme.
- Les liens externes sont à placer uniquement dans une section « Liens externes », à la fin de l'article. Ces liens sont à choisir avec parcimonie suivant les règles définies. Si un lien sert de source à l'article, son insertion dans le texte est à faire par les notes de bas de page.
- La présentation des références doit suivre les conventions bibliographiques. Il est recommandé d'utiliser les modèles {{Ouvrage}}, {{Chapitre}}, {{Article}}, {{Lien web}} et/ou {{Bibliographie}}. Le mode d'édition visuel peut mettre en forme automatiquement les références.
- Insérer une infobox (cadre d'informations à droite) n'est pas obligatoire pour parachever la mise en page.

Pour une aide détaillée, merci de consulter Aide:Wikification.
Si vous pensez que ces points ont été résolus, vous pouvez retirer ce bandeau et améliorer la mise en forme d'un autre article.
La spiritualité conjugale ou spiritualité matrimoniale est une forme de spiritualité chrétienne qui est relative au mariage, à l’union entre les époux.
Dans le christianisme, la spiritualité conjugale permet aux époux de se rapprocher de Dieu au cours de leur mariage et de s’unir l’un à l’autre plus pleinement.

## Une double origine

### La nature
« La grâce suppose la nature et la porte à son accomplissement » enseigne l’adage théologique ( ST I, q. 1, a. 8, ad 2, : « cum enim gratia non tollat naturam sed perficiat »). Pour le chrétien, l’institution humaine du mariage et le sacrement des épousailles ne s’opposent pas mais vont dans la même direction voulue par le Créateur.

### Historique biblique
Dès le début de la Bible, il est question du couple appelé à s’unir. « Dieu créa l’Homme à son image, à l’image de Dieu il le créa, il les créa homme et femme. Dieu les bénit et leur dit : "Soyez féconds et multipliez-vous" […] Et Dieu vit tout ce qu’il avait fait ; et voici : cela était très bon. » (Gn 1, 27-28.31) Du couple appelé à se soutenir : « Le Seigneur Dieu dit : "Il n’est pas bon que l’homme soit seul. Je vais lui faire une aide qui lui correspondra." » (Gn 2, 18) Du couple appelé à se reconnaître et à se lier : « L’homme dit alors : "Cette fois-ci, voilà l’os de mes os et la chair de ma chair ! On l’appellera femme – Ishsha –, elle qui fut tirée de l’homme – Ish." À cause de cela, l’homme quittera son père et sa mère, il s’attachera à sa femme, et tous deux ne feront plus qu’un. » (Gn 2, 23-24)
Les premières pages de la Bible ne négligent pas la réalité avec ses limites et ses blessures : « L’homme répondit : "La femme que tu m’as donnée, c’est elle qui m’a donné du fruit de l’arbre, et j’en ai mangé." » (Gn 3, 12) ou encore « Le Seigneur Dieu dit ensuite à la femme : "Je multiplierai la peine de tes grossesses ; c’est dans la peine que tu enfanteras des fils. Ton désir te portera vers ton mari, et celui-ci dominera sur toi." » (Gn 3, 16) De nombreux couples sont nommés et illustrent bien des passages heureux ou malheureux, y compris au travers d’avatars culturels : mariage contraint, polygamie, adultère…
Bien des pages évoquent les joies du mariage. Joies sensuelles dans le Cantique des cantiques, par exemple en Ct 4. Joies spirituelles en Tb 8 dans la prière des jeunes époux, Sarra et Tobie.
Le modèle chrétien du mariage est clarifié avec force par Jésus : « C’est en raison de la dureté de votre cœur que Moïse vous a permis de renvoyer vos femmes. Mais au commencement, il n’en était pas ainsi. » (Mt 19, 8) Ce mariage vécu le cœur ouvert n’est pas seulement commandé, il est soutenu. Ainsi chez Saint Jean, le premier signe de Jésus se déroule lors d’un mariage : les célèbres noces de Cana (Jn 2). Pour pallier le manque de vin, Jésus y change l’eau en vin de telle sorte que le maître du repas déclare « Tout le monde sert le bon vin en premier et, lorsque les gens ont bien bu, on apporte le moins bon. Mais toi, tu as gardé le bon vin jusqu’à maintenant. » (Jn 2, 10). L’auteur veut notamment signifier que, avec la grâce de Dieu c’est-à-dire dans la spiritualité conjugale, la réalité du mariage sera meilleure !
Saint Paul également parle de la relation entre les époux. Par exemple, il souligne sa dimension christologique en écrivant : « Par respect pour le Christ, soyez soumis les uns aux autres […] Vous, les hommes, aimez votre femme à l’exemple du Christ : il a aimé l’Église, il s’est livré lui-même pour elle […] Ce mystère est grand : je le dis en référence au Christ et à l’Église. » (cf. Ep 5, 21-33)
Jusqu’à la fin de la Bible, il est question de vie spirituelle et de couple : « la Jérusalem nouvelle, je l’ai vue qui descendait du ciel, d’auprès de Dieu, prête pour les noces, comme une épouse parée pour son mari. » (Ap 21, 2)

## Une élaboration historique

### Dans l'Antiquité
Chez les grecs et les romains, le mariage est un contrat ; il n’a rien à dire du divin. Les juifs et les chrétiens ont investi l’union nuptiale comme un lieu théologique. Il est évident que le mariage est voulu par Dieu.
Au Ve s., le premier grand jalon de la théologie chrétienne du mariage et de sa spiritualité est Saint Augustin. Il écrit d’ailleurs deux ouvrages sur le sujet Le Bien du mariage  et Mariage et concupiscence. Augustin fixera les trois biens du mariage chrétien : proles, fides, sacrementum c’est-à-dire la fécondité, la fidélité et l’engagement (De bono coniugali, c. 24, § 32 et De nuptiis et concupiscentia, l. 1, c. 11, § 13) ; il introduira le problème de la concupiscence… Il écrira de façon généralement équilibrée et inspirante comme : « Ce n’est pas la continence seule qui est don de Dieu, mais aussi la chasteté des époux. » (« De dono perseverantiae »)

### XIIesiècle
Au XIIe s., Pierre Lombard dans ses Sentences, écrit : « Ce qui fut formé ce n'est ni une dominatrice ni une esclave de l'homme, mais sa compagne » (3, 18, 3) puis « Cette action représente le mystère du Christ et de l'Église. Car, tout comme la femme a été formée de la côte d'Adam pendant son sommeil, de même l'Église est née des sacrements qui commencèrent à jaillir du côté du Christ qui dormait sur la Croix, c'est-à-dire du sang et de l'eau par lesquels nous sommes rachetés de la peine et purifiés de la faute » (3, 18, 4). Il reconnaît là que le mariage est consensuel et qu’il est un sacrement. Fait entériner par le quatorzième concile œcuménique, le concile de Lyon II.

### XVIe–XVIIesiècles

#### Le Concile de Trente
La spiritualité conjugale fut approfondie lors de la Réforme catholique. En effet, le Concile de Trente affirme que le mariage est un lien perpétuel et indissoluble (c. 1797) par lequel sont unis une femme et un homme (c. 1798). Le mariage confère une grâce qui porte cet amour naturel à sa perfection, qui fortifie cette unité indissoluble et qui sanctifie les époux (c. 1799).

#### "L’honnêteté du lit nuptial" selon saint François de Sales
À la fin de la troisième partie de la deuxième édition de l’Introduction à la vie dévote (1609), « touchant l’exercice de vertus », un chapitre entier est consacré à l’intimité conjugale après un chapitre traitant « Des désirs » suivi d’un « avis pour les gens mariés » et avant un « avis pour les veuves » suivi d’« Un mot aux vierges ». Saint François de Sales annonce d’emblée qu’il emploiera une métaphore alimentaire pour aborder le sujet : «J’expliqueray donques ce que je ne puis pas dire des unes, par ce que je diray des autres ».
Ce chapitre est très novateur en ceci que, contrairement aux auteurs antérieurs, saint François de Sales y décrit positivement l’amour des corps comme l’expression d’un échange réciproque entre époux. Il s’agit, en effet, de « manger non point pour conserver la vie mais conserver la mutuelle conversation et condescendance que nous avons les uns aux autres ». Le jeu de mots paronomastique qui rapproche ici la « conservation » rendue possible par la procréation et la « conversation » nuptiale est pour le moins suggestif. En outre, loin d’une morale de l’interdit, saint François de Sales met en place une véritable morale de la gradualité dans ce chapitre. Une série de distinctions entre ce qui est « louable », « supportable » ou « vitupérable » nuance le propos. De même, le discernement diffère « selon que l’excès et grand ou petit », « selon qu’on s’égare plus ou moins » etc. Enfin – et c’est sans doute l’aspect le plus révolutionnaire de ce texte – le devoir conjugal, pleinement respectueux de la liberté des époux, doit passer avant la dévotion, dès lors qu’il convient de l’accomplir. Ce qui n’est pas rien sous la plume de l’auteur de l’Introduction à la vie dévote. Saint François de Sales parle en effet d’un « devoir si grand, qu’il ne veut pas que l’une des parties s’en puisse exempter sans libre et volontaire consentement de l’autre, non pas mesme pour les exercices de la devotion. ». L’évêque de Genève qualifie ainsi de « juste et saint » le « commerce corporel » – et non seulement le mariage –, même en cas de stérilité.
En dépit de ces avancées remarquables, le chapitre que saint François de Sales consacre à « l’honnêteté du lit nuptial », demeure profondément traditionnel. La procréation est décrite, en tout premier lieu, comme la « fin principale » du mariage (« Le manger est ordonné pour conserver les personnes »). Dissuadé de manger « pour contenter l’appétit », le lecteur est invité à comprendre dans deux longs passages que « le manger ne consiste pas seulement en la trop grande quantité, mais aussi en la façon et manière de manger » et que « penser aux viandes et à la mangeaille avant le temps du repas et […] après » est « la marque d’un esprit truant, vilain, abject et infame ». Le chapitre se termine sur une référence à 1 Co 7,29 suivi du commentaire de ce verset par saint Grégoire et de l’antique distinction augustinienne entre « jouir des choses spirituelles et user des corporelles ».Remarquons, pour finir, que le recours aux métaphores n’est pas anodin, qu’il s’agisse de la métaphore principale, ou d’autres métaphores comme celle de l’éléphant, sur laquelle se clôt le chapitre. De même que l’éléphant se lave après s’être uni à l’éléphante, explique saint François de Sales, les mariés doivent se « laver le cœur » afin de ne pas « demeurer engagés d’affection aux sensualités ». Derrière l’identification exotique des époux à un couple d’éléphant hygiénique se trouve donc l’évocation d’une forme de souillure inhérente à l’acte sexuel. Emprunt d’un réalisme spirituel qui caractérise toute son œuvre, l’évêque de Genève rappelle, par là, que la sexualité, sanctifiée par le mariage et sanctifiante pour les époux, reste marquée par le péché, serait-ce dans le cadre conjugal.

### XIXesiècle
Les textes magistériels sont nombreux : Quas vestro, 30 avril 1841 du pape Grégoire XVI, Arcanum divinae sur le mariage chrétien, 10 février 1880 du pape Léon XIII, Casti connubii sur le mariage chrétien considéré au point de vue de la condition présente, des nécessités, des erreurs et des vices de la famille et de la société, 31 décembre 1930 du pape Pie XI. Sans les recenser tous, on observe un tournant décisif dans l’approche de la réalité matrimoniale avec le concile Vatican II, en particulier la place reconnue aux laïcs dans l’Église, et donc aussi aux époux. À ce propos, on peut lire utilement la constitution dogmatique sur l'Église, Lumen gentium, aux numéros 11 et 34 par exemple, ainsi que la Constitution pastorale sur l’Église dans le monde de ce temps, Gaudium et Spes aux points 47 à 52. Dès lors, le mariage n’est plus vu d’abord comme un contrat mais comme une alliance, un lieu de grâce.

### XXesiècle
À partir de 1945, les pères Henri Caffarel et Alphonse d'Heilly ont créé des groupes pour les nouveaux mariés, dont les centres de préparation au mariage (CPM) et les Équipes Notre-Dame (END).
En 1968, Paul VI dans l’encyclique sur le mariage et la régulation des naissances, Humanæ vitæ, rappellera les caractéristiques de cet amour : « C'est avant tout un amour pleinement humain, c'est-à-dire à la fois sensible et spirituel. […] C'est ensuite un amour total […] C'est encore un amour fidèle et exclusif jusqu'à la mort. […] C'est enfin un amour fécond, qui ne s'épuise pas dans la communion entre époux » (no 9).
En 1981, Jean-Paul II dans l’exhortation apostolique sur les tâches de la famille chrétienne dans le monde d’aujourd’hui, Familiaris consortio, écrira : « La vocation universelle à la sainteté s'adresse aussi aux époux et aux parents chrétiens : pour eux, elle est spécifiée par la célébration du sacrement et traduite concrètement dans la réalité propre de l'existence conjugale et familiale. C'est là que prennent naissance la grâce et l'exigence d'une authentique et profonde spiritualité conjugale et familiale, qui s'inspire des thèmes de la création, de l'alliance, de la croix, de la résurrection et du signe sacramentel » (no 56). Depuis ce pape, l’Église n’a eu de cesse de s’appuyer sur les familles. Les catéchèses de Jean Paul II ont grandement contribué à donner à la famille, et aussi au couple, une légitimité dépassant le mariage conçu seulement comme remède à la concupiscence. Jean-Paul II écrira également : « L’une des manifestations réconfortantes de l’action de l’Esprit Saint au cours des années qui ont suivi le dernier Concile est précisément la floraison de groupes de spiritualité, dont un certain nombre ont pour but de promouvoir la spiritualité conjugale. De tels mouvements, insérés dans la pastorale de l’Église, constituent un instrument qualifié et efficace pour stimuler chez de nombreux fidèles une vie de sainteté et les amener à découvrir la grâce et la mission propres que, comme époux chrétiens, ils reçoivent dans I’Église. » et à propos de la spiritualité conjugale : « le sacrement de mariage est le signe du mystère d’amour par lequel le Christ s’est livré pour son Église et un moyen d’y participer, l’Eucharistie est précisément le sacrement et le mémorial de ce mystère. La vie eucharistique est donc un élément spécifique de toute la spiritualité conjugale : elle comporte les mêmes lois de don de soi à la gloire de Dieu et pour le salut de l’humanité, et elle apporte la nourriture nécessaire pour suivre ce chemin. » ou encore « La spiritualité conjugale jaillit de la docilité même à l’Esprit Saint qui a marqué les époux dans leur être. » ou : « La spiritualité conjugale chrétienne n’est finalement pas autre chose que le développement normal de la vie selon l’Esprit du Christ, du don et des exigences de l’être matrimonial. » Le Conseil pontifical pour la famille ajoutera en 1995 dans le document Vérité et signification de la sexualité humaine : Des orientations pour l'éducation en famille : « Au centre de la spiritualité conjugale il y a la chasteté, non seulement comme une vertu morale en connexion avec les dons de l'Esprit-Saint — avant tout avec le don du respect de ce qui vient de Dieu ("donum pietatis"). Ainsi donc l'ordre intérieur de la vie commune conjugale, qui permet que les "manifestations d'affection" se développent selon leur juste proportion et signification, est le fruit non seulement de la vertu à laquelle les époux s'exercent, mais aussi des dons de l'Esprit-Saint avec qui ils collaborent ».

Jean-Paul II écrira de plus :
« Une sérieuse préparation des couples, tenant compte de leur situation particulière et de leur culture, leur fera prendre conscience que le sacrement du mariage est une grâce que Dieu leur fait pour l'épanouissement de leur amour tout au long de leur vie. Il convient donc de les aider à acquérir la maturité humaine qui leur permettra d'assumer leurs responsabilités d'époux et de parents chrétiens, et de leur offrir une solide spiritualité matrimoniale pour découvrir dans le mariage et la vie familiale des moyens de sanctification. Tout au long de leur existence, qu'ils trouvent auprès de leurs pasteurs ainsi que dans la communauté chrétienne, notamment dans le témoignage de vie évangélique des autres familles, un soutien pour affronter les tâches et les difficultés quotidiennes ! »
Le Pape François aide à poursuivre la pénétration du mystère sponsal en entrant, comme il est devenu familier, au cœur de la vie des fidèles. L’exhortation apostolique Amoris laetitia sur l’amour dans la famille, 19 mars 2016, est un écrin de la spiritualité conjugale . La vision se fait plus tendre, la porte des familles a été poussée, et l’Église a été invitée à la table.